# Paweł Szymański (generał)
Paweł Szymański, właściwe Paweł Szymczuk (ur. 3 kwietnia 1867 w Kamionce, w powiecie sokołowskim, zm. 1 kwietnia 1945 w Radomsku) – pułkownik piechoty Armii Imperium Rosyjskiego, generał dywizji Wojska Polskiego.

## Życiorys
Przed wstąpieniem do wojska uczył się siedleckim gimnazjum klasycznym. Od 1886 ochotniczo służył w wojsku rosyjskim. Ukończył Oficerską Szkołę Piechoty. Od 1888 oficer zawodowy piechoty. Przeszedł kolejne szczeble dowodzenia do dowódcy pułku podczas I wojny światowej. Walczył na froncie austriackim i rumuńskim, ostatnio jako dowódca dywizji piechoty. W tym roku włączył się do działań organizacyjnych Wojska Polskiego na Ukrainie. 4 stycznia 1919 przyjęty został do Legii Oficerskiej przy 4 Dywizji Strzelców Polskich. W marcu tego roku został szefem Komisji Zaopatrzenia Wojska Polskiego w Południowej Rosji. W następnym miesiącu objął dowództwo dywizjonu samochodów pancernych. Przeszedł jej bojowy i tułaczy szlak z Kubania i Odessy do Polski.

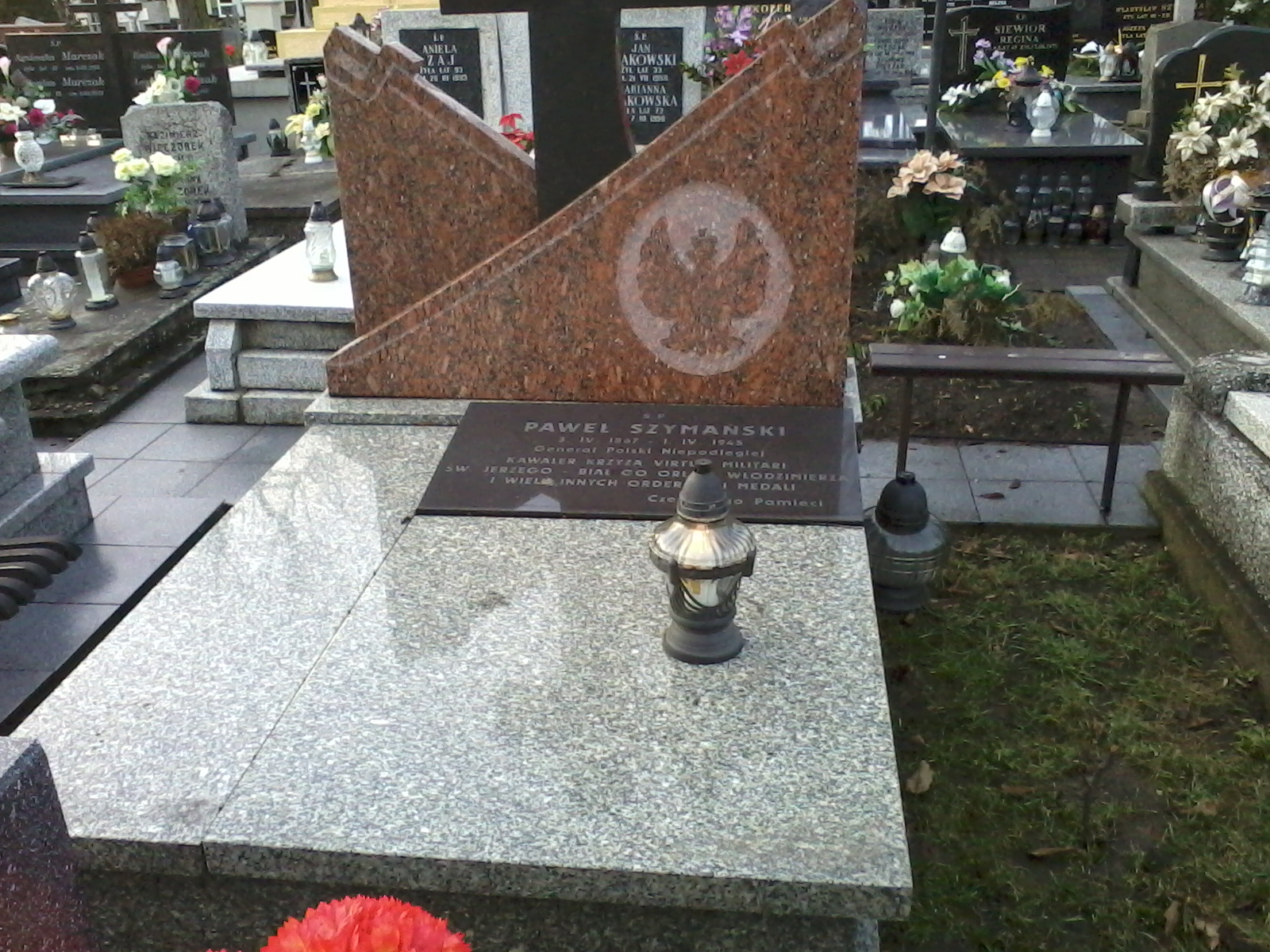
Mogiła gen. dyw. Pawła Szymańskiego na Cmentarzu Starym w Radomsku.

Od 16 lipca 1919 do 16 sierpnia 1920 dowodził X Brygadą Piechoty. 1 maja 1920 zatwierdzony został w stopniu generała podporucznika z dniem 1 kwietnia tego roku. Do 30 sierpnia 1921 dowodził 5 Dywizją Piechoty. W międzyczasie, od 8 października do 15 grudnia 1920 dowodził Grupą Operacyjną (Grupą Południową). 27 sierpnia 1921 Naczelny Wódz zezwolił mu na zmianę nazwiska rodowego „Szymczuk” na „Szymański”. 1 września 1921 objął dowództwo 13 Dywizji Piechoty i sprawował je do marca 1922. Na podstawie dekretu Naczelnika Państwa i Naczelnego Wodza z dnia 18 lutego 1922 przeniesiony został w stan spoczynku z dniem 1 czerwca tego roku, w stopniu generała porucznika. Osiadł w Łucku. 26 października 1923 Prezydent RP, Stanisław Wojciechowski zatwierdził go w stopniu generała dywizji.
Po wkroczeniu Armii Czerwonej przeniósł się do Warszawy. Po powstaniu warszawskim wysiedlony do Radomska, gdzie zmarł. Pochowany na Cmentarzu Starym w Radomsku – kwatera B04/0163.

## Ordery i odznaczenia
- Krzyż Srebrny Orderu Wojskowego Virtuti Militari (1922)[7]
- Order Odrodzenia Polski
- Krzyż Walecznych
- Medal Pamiątkowy za Wojnę 1918–1921
- Order Świętego Stanisława (Rosja) II i III klasy
- Order Świętej Anny (Rosja) II i III klasy (1912)
- Order Świętego Włodzimierza (Rosja) II i III klasy z mieczem i złotą szablą
- Medal Międzysojuszniczy „Médaille Interalliée” (Francja)
- Order Białego Orła (Serbia)[8].